# Paar (rivière)
La Paar est une rivière allemande de 134 km de long qui coule vers le Nord-Est dans le land de Bavière, baignant Friedberg et Pörnbach. Elle est un affluent en rive droite du Danube, dans lequel elle se jette au niveau de la ville de Vohburg an der Donau.